# Physics of Plasmas
Physics of Plasmas (с 1989 по 1994 годы Physics of Fluids B) — англоязычный рецензируемый научный журнал, посвящённый новым экспериментальным и теоретическим результатам в физике плазмы. Издаётся Американским институтом физики.
Журнал учреждён в 1989 году как «Physics of Fluids B». В 1994 году переименован в «Physics of Plasmas».
Статьи добавляются в электронном виде ежедневно и издаются ежемесячно в печатном виде.
В 2009 году журнал имел импакт-фактор равный 2,115.

## Сфера интересов
В журнале публикуются статьи по следующим направлениям исследований:
- Равновесие и неустойчивости плазмы
- Линейные волны в плазме
- Нелинейное поведение плазмы, включая турбулентные и стохастические явления и связанные с ним задачи переноса, а также солитоны и ударные волны в плазме
- Физика плазмы в лазерах и ускорителях частиц
- Генерация излучения, его распространение и взаимодействие с плазмой
- Низкотемпературная плазма
- Плазменная химия
- Геофизическая, планетарная, солнечная и астрофизическая плазма
- Магнитное удержание плазмы
- Инерционное удержание плазмы
- Физика плазмы высокой плотности энергии и физика вещества в экстремальных условиях
- Пылевая плазма

## Редколлегия
Главным редактором на данный момент является Майкл Мауэл из Колумбийского университета.